# Juste de Juste
Pour les articles homonymes, voir Juste.
Juste de Juste, dit aussi Giusto Betti Juste, né vers 1505 et mort vers 1559, est un sculpteur et aquafortiste français d'origine florentine.
Il est issu de la famille Betti, une famille de sculpteurs originaire de San Martino a Mensola à Florence, connue en France sous le nom de Juste ou Giusti. Il est considéré comme l'auteur d'une série d'eaux-fortes connues sous le nom de Pyramide humaine et signées d'un monogramme. Il est également un stucateur de la première École de Fontainebleau influencé par Rosso Fiorentino.

## Vie et œuvre
Il naît à Tours, fils du sculpteur Antonio Betti di Giusto, dit Antoine Juste (1479 - 1519). Son père étant décédé, il reçoit sa formation de son oncle Jean Juste (1485 - 1549). Tous deux travaillent sur le tombeau de Louis XII auquel Jean se consacre quatorze années durant, Juste exécutant les quatre Vertus assises. François Ier lui commande des sculptures en marbre représentant Hercule et Léda et le nomme « Sculpteur du Roi » en 1553 (un statut sans appointements) tout comme son père et ses oncles André et Jean avant lui. L'année 1531 marque l'essor de la première École de Fontainebleau à laquelle Juste prend part de 1531 à 1537 avant de retourner à l'atelier familial.
Juste est l'auteur d'une série de douze petites eaux-fortes (195 x 83, Zerner 6-17) et d'une série de cinq nus masculins formant une pyramide humaine (267 x 205, Zerner 1-5). Les cinq pyramides lui sont attribuées en raison d'un monogramme présents sur les gravures.

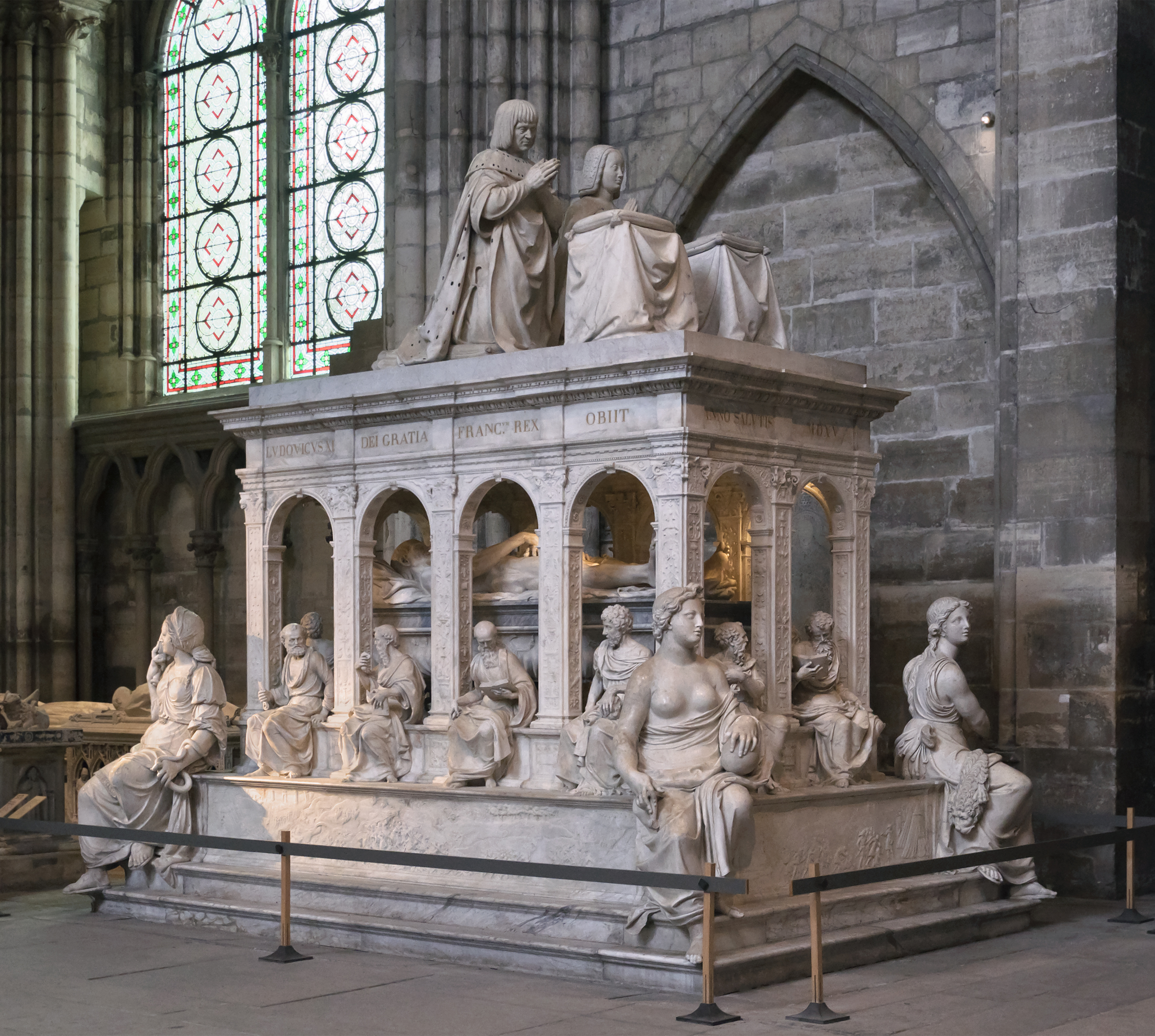
Tombeau de Louis XII et Anne de Bretagne, Basilique Saint-Denis, principalement réalisée par Jean Juste et son neveu Juste de Juste, achevé en 1531.
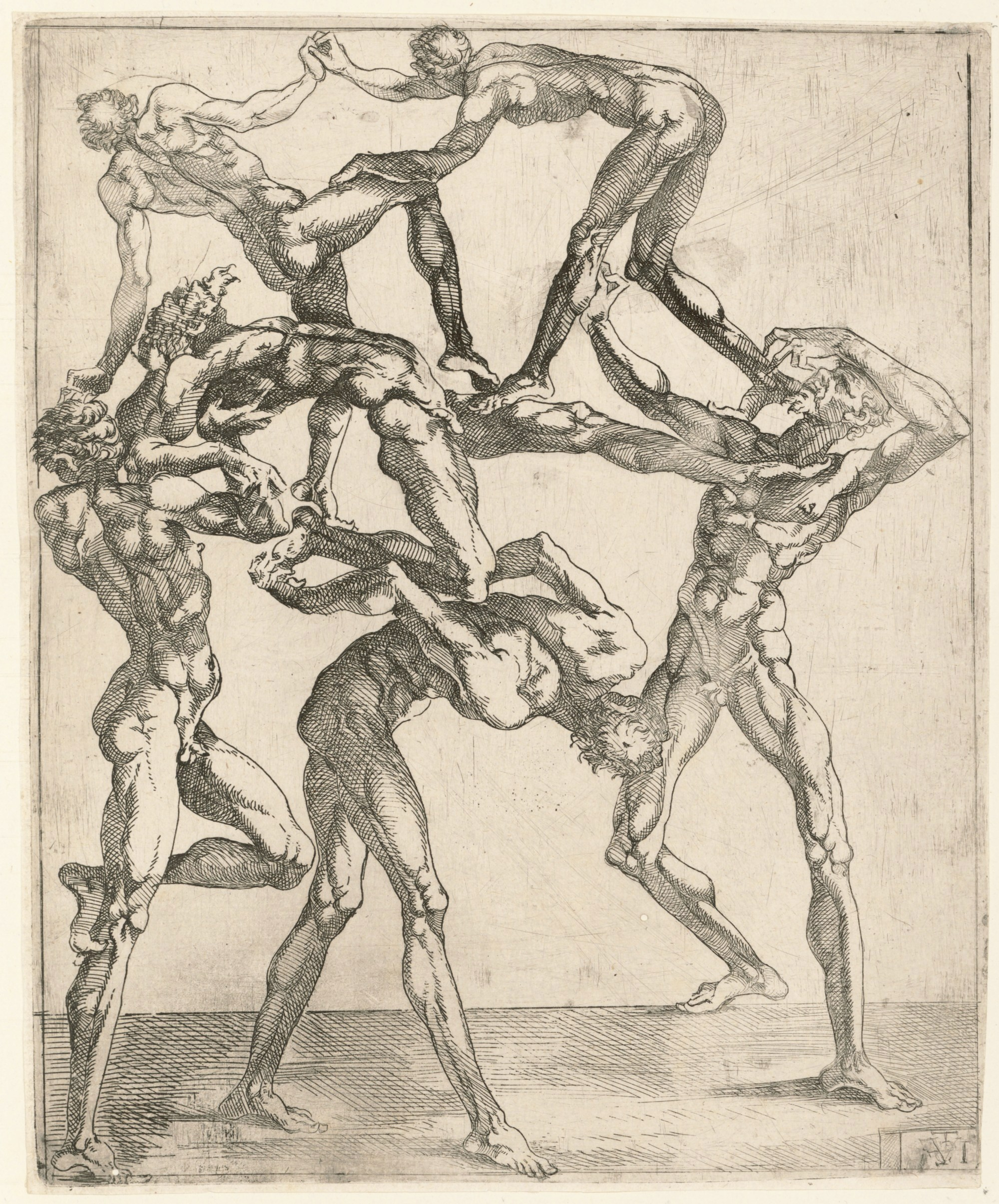
Pyramide humaine, Eau-forte, vers 1540, H 280 mm, L 205 mm, Musée des beaux-arts de Rennes.
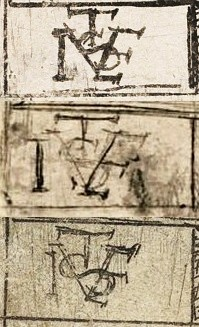
IVSTE monogrammes dans trois eaux-fortes "pyramide humaine".